# Shiquan He
Shiquan He (kinesiska: 狮泉河, Senge Zangbu, 森格藏布) är ett vattendrag i Kina. Det ligger i den autonoma regionen Tibet, i den sydvästra delen av landet, omkring 1 100 kilometer väster om regionhuvudstaden Lhasa.
Genomsnittlig årsnederbörd är 478 millimeter. Den regnigaste månaden är augusti, med i genomsnitt 113 mm nederbörd, och den torraste är november, med 6 mm nederbörd.